# 李在伊
李在伊（韓語：이재이，1999年11月6日—），韓國女演員。

## 演出作品

### 劇集
| 年份 | 播放平台 | 劇名         | 角色   | 備註  |
| 2023 | MBC      | 《犬系戀人》 | 韓在熙 | [ 2 ] |
| 2025 | TVING    | 《競選夥伴》 | 李賢盡 | 配角  |

### 電影
| 年份 | 片名       | 角色 | 性質 | 備註  |
| 2025 | 《鬼魂們》 | 延敬 | 配角 | [ 4 ] |

## 外部連結
- 官方网站
- 李在伊的Instagram帳戶
- 李在伊在NAVER上的资料
- 李在伊在Daum上的资料
- 李在伊在HanCinema的頁面（英文）